# Distrito de Alonso de Alvarado

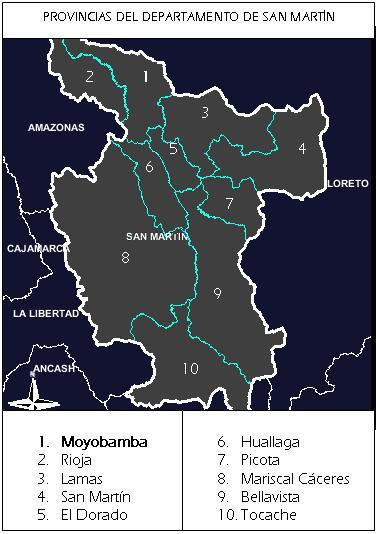
División política del Departamento de San Martín.

El distrito peruano de Alonso de Alvarado es uno de los once distritos que conforman la Provincia de Lamas en el Departamento de San Martín, perteneciente a la Región de San Martín  en el Perú.
Desde el punto de vista jerárquico de la Iglesia católica forma parte de la  Prelatura de Moyobamba, sufragánea de la Metropolitana de Trujillo y  encomendada por la Santa Sede a la Archidiócesis de Toledo en España.

## Geografía
La capital se encuentra situada a 1.100 m s. n. m. 
se cultiva el café y cacao, El distrito de Alonso de ALvarado se caracteriza por presentar relieve Montañoso y Colinoso que va de pendiente moderada a pendiente fuerte, además presenta algunos llanos donde principalmente se encuentran ubicados los Centros Poblados.
Este próspero distrito cuya capital es Roque, políticamente pertenece a la provincia de Lamas, departamento de San Martín. Creado mediante Ley 15269 el 29 de diciembre de 1964 en el primer gobierno del Arq. Fernando Belaúnde Terry. Tiene unos once mil habitantes, cerca de 60 caseríos y dos centro poblados: Pacayzapa y San Juan de Pacayzapa.
Su estratégica ubicación, y la emigración de centenares de familias procedentes de nuestras serranías, en las últimas décadas lo ha convertido en un floreciente polo de desarrollo de la zona, por su alta producción agrícola, diversificada en café, frijol, cacao, plátano, caña de azúcar, frutas, etc. Y una intensa actividad comercial, sobre todo sus concurridas ferias dominicales. Asimismo, tiene dos colegios estatales, electricidad las 24 horas al día y cabinas telefónicas.
Roque se encuentra a sólo 15 km de San Juan de Pacayzapa (estratégico lugar de entrada y salida a la carretera Marginal), es una vía de tierra afirmada y bien conservada. La producción de los agricultores llega hasta los centros de abastos de Moyobamba, Tarapoto y otras ciudades de la región
Historia Distrito de Alonso de Alvarado
Antes de la creación del distrito hace 44 años, Roque pertenecía a la demarcación de Tabalosos. Le asignaron tres caseríos o anexos: Pinshapampa (el tradicional barrio), Pie de Campana y Platanoyaco, su área territorial es de 294.20 km², circundado por dos quebradas o ríos: Limón y Azanza, lastimosamente en la actualidad estos tienen poco caudal.
Como todo proyecto de ley de creación política, pasó por la oficina de trámite documentario en el Congreso de la República. El 25 de septiembre de 1963 el diputado Lameño (Lamas) Eliseo Reátegui Torres lo presenta ante la Comisión de Demarcación Territorial, respaldado por la Célula Parlamentaria Aprista. El 22 de diciembre de 1964 la Cámara de Diputados es aprobada casi por unanimidad, bajo la presidencia del Acciopopulista Víctor Freundt Rosell y secretario el Caynarachino Ricardo Cavero Egúsquiza.
De inmediato es remitido al presidente de la Cámara de Senadores el huancaíno Ramiro Prialé Prialé y secretario Teodoro Balarezo Lizarzaburu, el debate se entrampa porque en el proyecto original sancionado en Diputados había un error de interpretación: en vez de Alonso, le ponen “Antonio”, pero subsanado el impase votaron su ratificación el mismo día. Aprobado en ambas cámaras, lo envían a Palacio de Gobierno y el presidente Belaunde lo refrenda el 29 de diciembre de 1964, siendo Ministro de Gobierno y Policía, capitán de navío Miguel Rotalde de Romaña. Al día siguiente, es publicado en el diario oficial EL Peruano. Con esta misma Ley también fue creado el distrito San Roque de Cumbaza (provincia de Lamas), con seis anexos: Aucaloma, Perfecto, Repartición, Chiricyaco, Zapotepampa y Tafetán.
Primer Alcalde
Recién en noviembre de 1966 convocan a elecciones libre para nombrar al primer alcalde, por mayoría es elegido el Sr. Wilson Rojas Chumbe. La nueva autoridad edil con las arcas casi vacías privilegia las obras de servicios para los vecinos y construye el local municipal. Ahora él se dedica a la agricultura en San Juan de Pacayzapa.